# José Encarnación Alfaro Cázares
José Encarnación Alfaro Cázares (Ciudad Obregón, Sonora, 27 de septiembre de 1956) es un economista, abogado y político mexicano, exmiembro del Partido Revolucionario Institucional. Fue diputado federal en la LIII Legislatura del Congreso de la Unión de México. 
De diciembre de 2012 a abril de 2015 se desempeñó como secretario de organización del Comité Ejecutivo Nacional del PRI. Fue diputado plurinominal de la VII Asamblea Legislativa del Distrito Federal.

## Biografía
José Encarnación Alfaro Cázares fue el sexto de ocho hijos de Tereza Cázares Núñez y Filiberto Alfaro Araiza; nació el 27 de septiembre de 1956 en Ciudad Obregón del estado de Sonora donde realizó sus estudios de primaria y secundaria. 
Viajó a la Ciudad de México donde estudió la preparatoria en el centro escolar Benemérito de las Americas. Realizó estudios en economía en la Universidad Nacional Autónoma de México y posteriormente obtendría la licenciatura en derecho en la Universidad del Valle de México. Además realizó un posgrado en Derecho electoral por parte de la Universidad Autónoma de México.  En 1975 fue reconocido por el gobierno de la República como Valor Juvenil Nacional.En 1978 recibió el premio nacional de la Juventud por las actividades realizadas al frente de la Asociación Nacional de Valores Juveniles “Benemérito de la Américas”.En 1974 se afilia al Partido Revolucionario Institucional (PRI)

## Carrera político profesional

### Cargos partidistas
Fue dirigente nacional de la Juventud Popular Revolucionaria y posteriormente del MNJR (Movimiento Nacional de la Juventud Revolucionaria) que posteriormente cambiaría a FJR (Frente Juvenil Revolucionario) y luego a Red Jóvenes por México. 
Dentro de la dirigencia nacional del PRI ha ocupado los cargos de secretario de Promoción y Gestoría. Fue miembro fundador de la Coordinación Nacional Ejecutiva del Movimiento Territorial (1992-1995), coordinador nacional fundador del ICADEP (1997) y ocupó la dirección de la Escuela Nacional de Cuadros del PRI (1996). En 1999 fue presidente del Comité Electoral Interno para la elección del candidato a gobernador del Estado de México. Ha ocupado el cargo de delegado especial y general en 16 estados.
En 1994 ocupó el cargo de la coordinación de la estructura territorial en la campaña presidencial de Luis Donaldo Colosio.
En diciembre de 2012 fue llamado por el presidente del Comité Ejecutivo Nacional del PRI, César Camacho Quiroz, para ocupar el cargo de secretario de Organización de dicha institución. Dicho cargo lo ocupó hasta el 23 de abril de 2015 cuando el cargo fue ocupado por Baltazar Hinojosa Ochoa. 
Milito en el PRI hasta el año 2020, año en el que la dirigencia nacional del Partido ordenó su baja del registro partidario.

### Cargos de elección popular
A pesar de tener una larga trayectoria política dentro de su partido, Encarnación Alfaro tan solo ha ocupado un cargo de elección popular. En 1985 fue elegido como diputado federal para la LIII Legislatura de México, cargo que desempeñó del 1 de septiembre de 1985 al 31 de agosto de 1988.
Anteriormente habría ocupado el cargo de Diputado Suplente del diputado Rubén Castro Ojeda en la LII Legislatura de México. Diputado plurinominal de la VII Asamblea Legislativa del Distrito Federal  Donde presidio la Comisión especial para la reforma de la Ciudad de México. 

### Cargos en la Administración Pública
Director general de Organización Social del Programa Nacional de Solidaridad en la Secretaría de Desarrollo Social del gobierno federal de 1990 a 1993.En el gobierno del Estado de Sonora fue asesor del Gobernador Armando López Nogales del 2001 al 2003. Durante el gobierno del Ing. Eduardo Bours Castelo, se desempeñó como director general del Consejo Estatal de Concertación para la Obra Pública de 2003 a 2005. Así como representante del gobierno de Sonora en la Ciudad de México de 2007 a 2009.

### Candidaturas
El 2018 fue candidato de la coalición PRI-PVEM-PNA al Senado de la República por la Ciudad de México.   El 2019 contendió por el cargo de secretario general del Comité Ejecutivo Nacional del PRI en fórmula con la Lic. Ivonne Ortega Pacheco como candidata a la presidencia. 

### Iniciativa Privada
En 2006 funda Instituto de Investigaciones para la Democracia y la Acción Social, S.C., Consultora política; especializándose en el campo del Derecho Electoral, los procesos de postulación de candidatos y la organización y administración de campañas electorales.
Actualmente preside el Consejo Directivo de la organización “Derecho y Democracia Electoral, A.C.”, y es director general del Instituto Mexicano de Derecho Electoral, institución privada dedicada a promover la participación ciudadana en los procesos electorales del País. 

## Obras literarias

### Columnas
El Heraldo de México 

### Poemas
- Canto a la América Latina (Verano de 1975)[13]

## Premios y reconocimientos
- Pakal de Oro Fundación Becerra Pino (2014).[14]